# Robert Graves
Robert von Ranke Graves (Wimbledon, 1895. július 24. – Mallorca, 1985. december 7.) angol költő, regényíró, kritikus, tudós, műfordító.
Önmagát költőnek tartotta elsősorban, és regényeit pénzkeresetnek tekintette, amely lehetővé tette számára a függetlenséget. Ennek ellenére prózai műveinek köszönheti ismertségét és elismertségét világszerte. Élete során körülbelül 140 művet írt. Legismertebb művei az Én, Claudius (1934) és Claudius, az Isten (1934) című regényei, az Isten hozzád, Anglia (1929) című I. világháborús önéletírás, valamint a Görög mítoszok (1957) című összefoglaló műve.

## Élete
1895. július 24-én született Wimbledonban. Édesapja Alfred Perceval Graves, édesanyja Amalia von Ranke, a híres német történész, Leopold von Ranke unokahúga. Graves később alkalmanként használta a von Ranke nevet.
A Charterhouse College-ben töltötte meglehetősen boldogtalan diákéveit, viszont ekkor támadt fel az érdeklődése a költészet iránt. Bár felvették a St. John's College-be Oxfordban, a háború kezdetekor azonnal bevonult és a Királyi Wales-i Tüzérségben szolgált. 1916-ban súlyos sérülést szenvedett a Somme-i csatában, és ezt követően már nem vett részt harci cselekményekben. A háborús élmények mély nyomokat hagytak benne.
A háború alatt érett költővé, barátja volt Siegfried Sassoon. 1916-ban adta ki első kötetét (Over the Brazier), amelyet hamarosan követett a többi. Megnősült, felesége Nancy Nicholson lett. A háború után megkezdte tanulmányait a St. John's College-ben.
Néhány elvetélt vállalkozás után úgy döntött, hogy írásból próbál megélni. 1927-ben adta ki a még St. John's College-ben megismert T. E. Lawrence életrajzát, amely üzletileg sikeres volt. 1929-ben elvált, és egy amerikai költőnővel (Laura Riding) Mallorcára költözött. Ugyanebben az évben jelent meg a nagy vitákat kiváltó Isten hozzád Anglia, amelyben kíméletlen élességgel számol be háborús élményeiről. Emiatt az írás miatt romlott meg a viszonya Siegfried Sassoonnal. Ezután jelentek meg nagy sikerű Claudius-regényei, 1934-ben (Én, Claudius) és 1935-ben (Claudius, az isten).

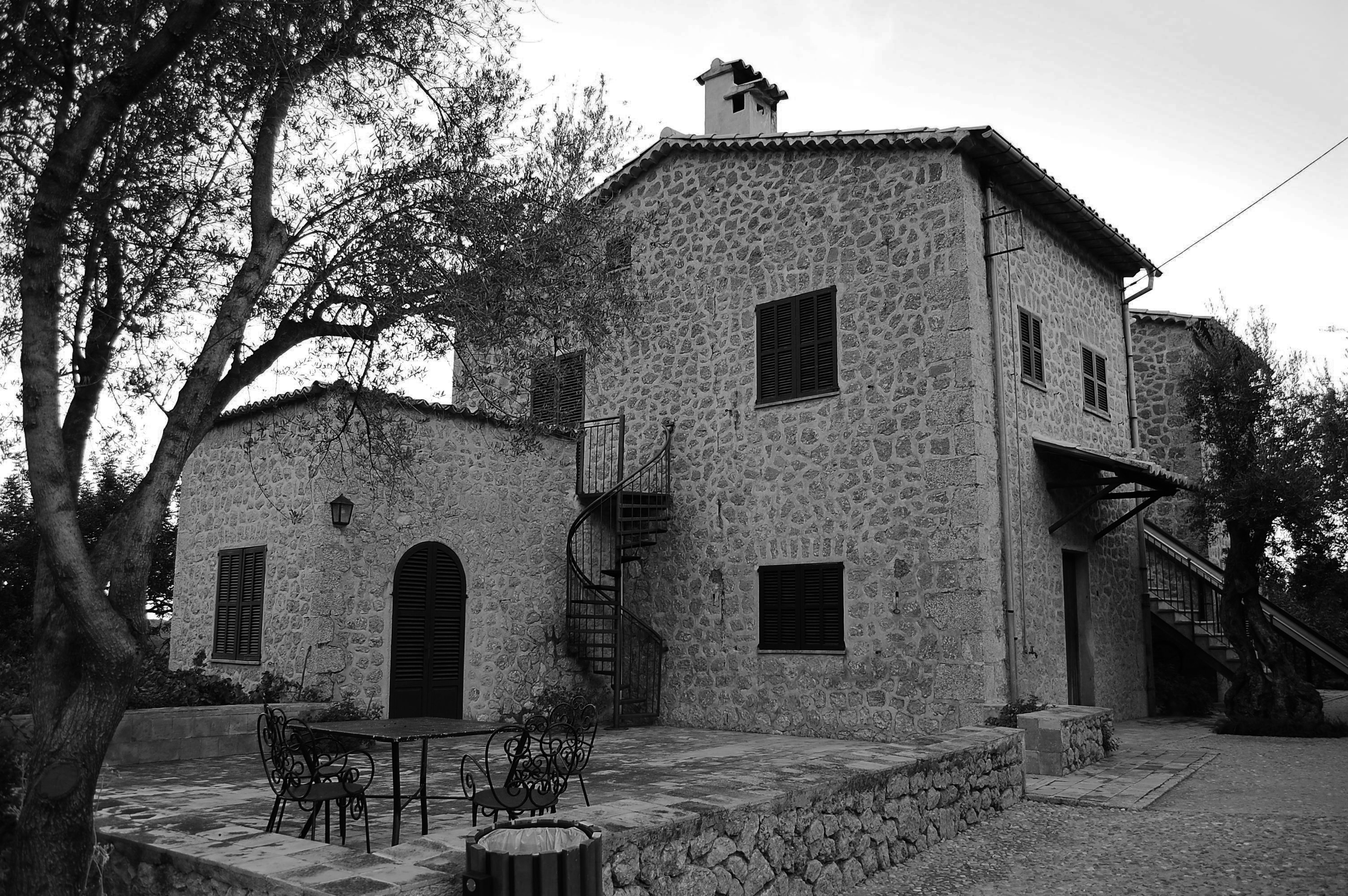
Robert Graves háza, Deià, Mallorca

A spanyol polgárháború kitörését követően Londonban, az Egyesült Államokban, majd ismét Angliában, Devonban élt. Az amúgy férjezett Beryl Hodge lett az élettársa, akivel 1946-ban Mallorcára költözött, majd a pár össze is házasodott.
1948-ban jelent meg az ismét nagy vitákat kiváltó A fehér istennő című műve. A Görög mítoszok 1955-ben jelent meg. 1961-től 1965-ig Oxfordban klasszika-filológiát adott elő, 1971-ben díszdoktorrá választotta az egyetem.
90 évesen halt meg, sírja Deiàban van Mallorcán, sírfelirata mindössze ennyi: "Robert Graves, Poeta, 1895–1985".

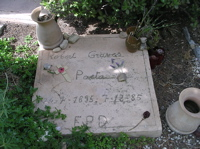
Graves sírja Mallorcán. A felirat jelentése: Robert Graves, költő. EPD (En Paz Descanse, spanyol: Nyugodjék békében)

## Graves és Magyarország
Graves kiterjedt kapcsolatokkal rendelkezett szerte a világban, de néhány magyarral különösen jó kapcsolatot ápolt. Így például Devecseri Gáborral, akivel találkozásuk első napja súlyos veszekedésbe torkollott, amelyből aztán évekig tartó barátság lett. Mind Graves, mind Devecseri az antik irodalom rajongója volt, mindketten nagy sikerű fordításokkal járultak hozzá az antik irodalom népszerűsítéséhez. Devecseri több hetet töltött Gravesnél Mallorcán, az azután született Bikasiratót Graves fordította angolra.
Jó viszonyt ápolt Aczél Györggyel, a rettegett kultúrpolitikussal, amit egy neki küldött levél is tanúsít. Szintén levelezett Lénárd Sándorral, akivel a latinra fordított Micimackó révén vette fel a kapcsolatot, és előszót írt Lénárd Valley of the Latin Bear című (magyarul Völgy a világ végén címen megjelent) művéhez, amelyet „tiszta szívéből ajánlott” olvasói figyelmébe. Verseskötete először magyarul jelent meg idegen nyelven. Érdekesség, hogy Graves megpróbált magyarul tanulni, de feladta.
A magyar irodalomra közvetlen hatással az általa alapított Robert Graves-díj révén lett. 1968-as látogatása során a honoráriumokat nem konvertibilis forintban kapta, ezért nem tudott mit kezdeni vele. Az összegből Vajda Miklós javaslatára díjat alapított, amelyet minden évben az év legszebb magyar verséért osztottak ki. A díj első kuratóriumát Vas István, Nemes Nagy Ágnes, Devecseri Gábor alkotta. A díj évente került kiadásra.

## Graves-díjas költők
- Kálnoky László (1970)
- Zelk Zoltán (1971)
- Tandori Dezső (1972)
- Székely Magda (1973)
- Orbán Ottó (1974)
- Simon István (1975)
- Görgey Gábor (1976)
- Sumonyi Zoltán (1979)
- Parancs János (1979)
- Rakovszky Zsuzsa (1980)
- Várady Szabolcs (1981)
- Lakatos István (1982)
- Takács Zsuzsa (1984)
- Zalán Tibor (1984)
- Baka István (1985)
- Szőcs Géza (1986)
- Ferencz Győző (1987)
- Lászlóffy Aladár (1988)
- Bertók László (1989)
- Petőcz András (1990)
- Parti Nagy Lajos (1991)
- Horváth Elemér (1992)
- Nádasdy Ádám (1993)
- Tóth Judit (1995)
- Tóth Krisztina (1996)
- Imre Flóra (1997)
- Imreh András (1999)
- Villányi László (1999)

## Bibliográfia

### Verses gyűjteményei
- Country Sentiment, New York, Alfred A. Knopf, 1920
- Over the Brazier. London: William Heinemann, 1923; New York: Alfred. A. Knopf, 1923.
- The Feather Bed. Richmond, Surrey: Hogarth Press, 1923.
- Mock Beggar Hall. London: Hogarth Press, 1924.
- Welchmans Hose. London: The Fleuron, 1925.
- Poems. London: Ernest Benn, 1925.
- The Marmosites Miscellany (as John Doyle). London: Hogarth Press, 1925.
- Poems (1914–1926). London: William Heinemann, 1927; Garden City, NY: Doubleday, 1929.
- Poems (1914–1927). London: William Heinemann
- To Whom Else? Deyá, Majorca: Seizin Press, 1931.
- Poems 1930–1933. London: Arthur Barker, 1933.
- Collected Poems. London: Cassell, 1938; New York: Random House, 1938.
- No More Ghosts: Selected Poems. London: Faber & Faber, 1940.
- Work in Hand, with Norman Cameron and Alan Hodge. London: Hogarth Press, 1942.
- Poems. London: Eyre & Spottiswoode, 1943.
- Poems 1938–1945. London: Cassell, 1945; New York: Creative Age Press, 1946.
- Collected Poems (1914–1947). London: Cassell, 1948.
- Poems and Satires. London: Cassell, 1951.
- Poems 1953. London: Cassell, 1953.
- Collected Poems 1955. New York: Doubleday, 1955.
- Poems Selected by Himself. Harmondsworth: Penguin, 1957; rev. 1961, 1966, 1972, 1978.
- The Poems of Robert Graves. New York: Doubleday, 1958.
- Collected Poems 1959. London: Cassell, 1959.
- The Penny Fiddle: Poems for Children. London: Cassell, 1960; New York: Doubleday, 1961.
- More Poems 1961. London: Cassell, 1961.
- Collected Poems. New York: Doubleday, 1961.
- New Poems 1962. London: Cassell, 1962; as New Poems. New York: Doubleday, 1963.
- The More Deserving Cases: Eighteen Old Poems for Reconsideration. Marlborough College Press, 1962.
- Man Does, Woman Is. London: Cassell, 1964/New York:Doubleday, 1964.
- Ann at Highwood Hall: Poems for Children. London: Cassell, 1964.
- Love Respelt. London: Cassell, 1965/New York: Doubleday, 1966.
- One Hard Look, 1965
- Collected Poems, 1965. London: Cassell, 1965.
- Seventeen Poems Missing from "Love Respelt". privately printed, 1966.
- Colophon to "Love Respelt". Privately printed, 1967.
- Poems 1965–1968. London: Cassell, 1968; New York: Doubleday, 1969.
- Poems About Love. London: Cassell, 1969; New York: Doubleday, 1969.
- Love Respelt Again. New York: Doubleday, 1969.
- Beyond Giving. privately printed, 1969.
- Poems 1968–1970. London: Cassell, 1970; New York: Doubleday, 1971.
- The Green-Sailed Vessel. privately printed, 1971.
- Poems: Abridged for Dolls and Princes. London: Cassell, 1971.
- Poems 1970–1972. London: Cassell, 1972; New York: Doubleday, 1973.
- Deyá, A Portfolio. London: Motif Editions, 1972.
- Timeless Meeting: Poems. privately printed, 1973.
- At the Gate. privately printed, London, 1974.
- Collected Poems 1975. London: Cassell, 1975.
- New Collected Poems. New York: Doubleday, 1977.
- Selected Poems, ed. Paul O'Prey. London: Penguin, 1986
- The Centenary Selected Poems, ed. Patrick Quinn. Manchester: Carcanet Press, 1995.
- Complete Poems Volume 1, ed. Beryl Graves and Dunstan Ward. Manchester: Carcanet Press, 1995.
- Complete Poems Volume 2, ed. Beryl Graves and Dunstan Ward. Manchester: Carcanet Press, 1996.
- Complete Poems Volume 3, ed. Beryl Graves and Dunstan Ward. Manchester: Carcanet Press, 1999.
- The Complete Poems in One Volume, ed. Beryl Graves and Dunstan Ward. Manchester: Penguin Books, 2004.
- Selected Poems, ed. Michael Longley. Faber & Faber, 2012.

### Regényei
- My Head! My Head!. London: Secker, 1925; Alfred. A. Knopf, New York, 1925.
- The Shout. London: Mathews & Marrot, 1929.
- No Decency Left. (with Laura Riding) (as Barbara Rich). London: Jonathan Cape, 1932.
- The Real David Copperfield. London: Arthur Barker, 1933; as David Copperfield, by Charles Dickens, Condensed by Robert Graves, ed. M. P. Paine. New York: Harcourt, Brace, 1934.
- I, Claudius. (Én, Claudius),; London: Arthur Barker, 1934; New York: Smith & Haas, 1934.
  - Folytatása: Claudius the God and his Wife Messalina (Claudius, az Isten). London: Arthur Barker, 1934; New York: Smith & Haas, 1935.
- Antigua, Penny, Puce. Deyá, Majorca/London: Seizin Press/Constable, 1936; New York: Random House, 1937.
- Count Belisarius. (A vitéz Belizár); London: Cassell, 1938: Random House, New York, 1938.
- Sergeant Lamb of the Ninth. London: Methuen, 1940; as Sergeant Lamb's America. New York: Random House, 1940.
  - Sequel: Proceed, Sergeant Lamb. London: Methuen, 1941; New York: Random House, 1941.
- The Story of Marie Powell: Wife to Mr. Milton. London: Cassell, 1943; as Wife to Mr Milton: The Story of Marie Powell. New York: Creative Age Press, 1944.
- The Golden Fleece . (Az aranygyapjú) London: Cassell, 1944; as Hercules, My Shipmate, New York: Creative Age Press, 1945.
- King Jesus.   (Jézus király) New York: Creative Age Press, 1946; London: Cassell, 1946.
- Watch the North Wind Rise. New York: Creative Age Press, 1949; as Seven Days in New Crete. London: Cassell, 1949.
- The Islands of Unwisdom. New York: Doubleday, 1949; as The Isles of Unwisdom. London: Cassell, 1950.
- Homer's Daughter . (Homérosz lánya) London: Cassell, 1955; New York: Doubleday, 1955.
- Catacrok! Mostly Stories, Mostly Funny. London: Cassell, 1956.
- They Hanged My Saintly Billy. London: Cassell, 1957; New York: Doubleday, 1957.
- Collected Short Stories. Doubleday: New York, 1964; Cassell, London, 1965.
- An Ancient Castle. London: Peter Owen, 1980.

### Más művei
- On English Poetry. New York: Alfred. A. Knopf, 1922; London: Heinemann, 1922.
- The Meaning of Dreams. London: Cecil Palmer, 1924; New York: Greenberg, 1925.
- Poetic Unreason and Other Studies. London: Cecil Palmer, 1925.
- Contemporary Techniques of Poetry: A Political Analogy. London: Hogarth Press, 1925.
- Another Future of Poetry. London: Hogarth Press, 1926.
- Impenetrability or The Proper Habit of English. London: Hogarth Press, 1927.
- The English Ballad: A Short Critical Survey. London: Ernest Benn, 1927; revised as English and Scottish Ballads. London: William Heinemann, 1957; New York: Macmillan, 1957.
- Lars Porsena or The Future of Swearing and Improper Language. London: Kegan Paul, Trench, Trubner, 1927; E. P. Dutton, New York, 1927; revised as The Future of Swearing and Improper Language. London: Kegan Paul, Trench, Trubner, 1936.
- A Survey of Modernist Poetry (with Laura Riding). London: William Heinemann, 1927; New York: Doubleday, 1928.
- Lawrence and the Arabs. London: Jonathan Cape, 1927; as Lawrence and the Arabian Adventure. New York: Doubleday, 1928.
- A Pamphlet Against Anthologies (with Laura Riding). London: Jonathan Cape, 1928; as Against Anthologies. New York: Doubleday, 1928.
- Mrs. Fisher or The Future of Humour. London: Kegan Paul, Trench, Trubner, 1928.
- Good-bye to All That: An Autobiography. London: Jonathan Cape, 1929; New York: Jonathan Cape and Smith, 1930; rev., New York: Doubleday, 1957; London: Cassell, 1957; Penguin: Harmondsworth, 1960.
- But It Still Goes On: An Accumulation. London: Jonathan Cape, 1930; New York: Jonathan Cape and Smith, 1931.
- T. E. Lawrence to His Biographer Robert Graves. New York: Doubleday, 1938; London: Faber & Faber, 1939.
- The Long Weekend (with Alan Hodge). London: Faber & Faber, 1940; New York: Macmillan, 1941.
- The Reader Over Your Shoulder (with Alan Hodge). London: Jonathan Cape, 1943; New York: Macmillan, 1943.
- The White Goddess. London: Faber & Faber, 1948; New York: Creative Age Press, 1948; rev., London: Faber & Faber, 1952, 1961; New York: Alfred. A. Knopf, 1958.
- The Common Asphodel: Collected Essays on Poetry 1922–1949. London: Hamish Hamilton, 1949.
- Occupation: Writer. New York: Creative Age Press, 1950; London: Cassell, 1951.
- The Golden Ass of Apuleius, New York: Farrar, Straus, 1951.
- The Nazarene Gospel Restored (with Joshua Podro). London: Cassell, 1953; New York: Doubleday, 1954.
- The greek myths . (Görög mítoszok); London: Penguin, 1955; Baltimore: Penguin, 1955.
- The Crowning Privilege: The Clark Lectures, 1954–1955. London: Cassell, 1955; New York: Doubleday, 1956.
- Adam's Rib. London: Trianon Press, 1955; New York: Yoseloff, 1958.
- Jesus in Rome (with Joshua Podro). London: Cassell, 1957.
- Steps. London: Cassell, 1958.
- 5 Pens in Hand. New York: Doubleday, 1958.
- The Anger of Achilles. New York: Doubleday, 1959.
- Food for Centaurs. New York: Doubleday, 1960.
- Greek Gods and Heroes. New York: Doubleday, 1960; as Myths of Ancient Greece. London: Cassell, 1961.
- Selected Poetry and Prose (ed. James Reeves). London: Hutchinson, 1961.
- Oxford Addresses on Poetry. London: Cassell, 1962; New York: Doubleday, 1962.
- The Siege and Fall of Troy. London: Cassell, 1962; New York: Doubleday, 1963.
- The Big Green Book. New York: Crowell Collier, 1962; Penguin: Harmondsworth, 1978. Illustrated by Maurice Sendak
- Hebrew Myths: The Book of Genesis  (with Raphael Patai) (Héber mítoszok). New York: Doubleday, 1964; London: Cassell, 1964.
- Majorca Observed. London: Cassell, 1965; New York: Doubleday, 1965.
- Mammon and the Black Goddess. London: Cassell, 1965; New York: Doubleday, 1965.
- Two Wise Children. New York: Harlin Quist, 1966; London: Harlin Quist, 1967.
- The Rubaiyyat of Omar Khayyam (with Omar Ali-Shah). London: Cassell, 1967.
- Poetic Craft and Principle. London: Cassell, 1967.
- The Poor Boy Who Followed His Star. London: Cassell, 1968; New York: Doubleday, 1969.
- Greek Myths and Legends. London: Cassell, 1968.
- The Crane Bag. London: Cassell, 1969.
- On Poetry: Collected Talks and Essays. New York: Doubleday, 1969.
- Difficult Questions, Easy Answers. London: Cassell, 1972; New York: Doubleday, 1973.
- In Broken Images: Selected Letters 1914–1946, ed. Paul O'Prey. London: Hutchinson, 1982
- Between Moon and Moon: Selected Letters 1946–1972, ed. Paul O'Prey. London: Hutchinson, 1984
- Collected Writings on Poetry, ed. Paul O'Prey, Manchester: Carcanet Press, 1995.
- Complete Short Stories, ed. Lucia Graves, Manchester: Carcanet Press, 1995.
- Some Speculations on Literature, History, and Religion, ed. Patrick Quinn, Manchester: Carcanet Press, 2000.
- 5 November address, X magazine, Volume One, Number Three, June 1960;  An Anthology from X (magazine) (Oxford University Press 1988).

## Magyarul
- Én, Claudius. Claudius római császár önéletrajzából; ford. Pálóczi Horváth György; Athenaeum, Bp., 1935
- Claudius, az isten és felesége Messalina; ford. Pálóczi Horváth György; Athenaeum, Bp., 1936
- A ritka bélyeg; ford. Janovics András; Athenaeum, Bp., 1937
- A vitéz Belizár; ford. Pálóczi Horváth György; Athenaeum, Bp., 1938
- Lamb őrmester Amerikában; ford. Vajda Endre; Athenaeum, Bp., 1942
- Jézus király; regény, ford. Fülöp Zsigmond; Káldor, Bp., 1947
- A vitéz Belizár; ford. Neményi Ödön; Gondolat, Bp., 1958
- A vitéz Belizár; Pálóczi Horváth György ford. felhaszn. ford. Neményi Ödön; Gondolat, Bp., 1967
- Homérosz leánya. Regény; ford. Szemlér Ferenc; Irodalmi, Bukarest, 1968 (Horizont könyvek)
- Robert Graves–Raphael Pataiː Héber mítoszok. A Genezis könyve; ford. Terényi István; Gondolat, Bp., 1969
- Jézus király; ford. Terényi István; Gondolat, Bp., 1969
- Görög mítoszok, 1-2.; ford. Szíjgyártó László; Európa, Bp., 1970[5]
- A szerelem tünetei; vál., utószó Vajda Miklós, ford. Devecseri Gábor et al.; Európa, Bp., 1974
- Az aranygyapjú; ford. Róna Ilona, versford. Székely Magda; Európa, Bp., 1976 (Századok, emberek)
- Isten hozzád, Anglia!; ford. Szilágyi Tibor, versford. Tótfalusi István; Európa, Bp., 1979 (Emlékezések) ISBN 9630722321